# Jürgen Brunhorn
Jürgen Brunhorn (* 30. November 1956; † 16. Dezember 2006) ist ein ehemaliger deutscher Fußballspieler.

## Werdegang
Der Stürmer Jürgen Brunhorn begann seine Karriere bei Kickers Offenbach. Er stand in der Saison 1975/76 im Kader der Bundesligamannschaft, blieb jedoch ohne Einsatz. Im Sommer 1976 wechselte er zum Zweitligaaufsteiger SC Herford. Dort debütierte er am 22. Januar 1977 bei der 3:4-Niederlage der Herforder bei der SG Union Solingen. Es folgte nur ein weiteres Zweitligaspiel für die Herforder, so dass Brunhorn am Saisonende zum OSC Bremerhaven wechselte. Auch dort kam er nur auf zwei Zweitligaeinsätze, bevor die Bremerhavener am Saisonende in die Oberliga Nord absteigen mussten.